# Babak Rafati
Babak Rafati (perzsául: بابک رفعتی, azaz Bábak Rafati; Hannover, 1970. május 28. –) iráni származású német nemzetközi labdarúgó-játékvezető.

## Pályafutása

### Labdarúgó-játékvezetőként

#### Nemzeti játékvezetés
1997-ben lett DFB játékvezető, 2000-ben minősítették országos II. Liga minősítésű bírónak, 2005-től hazája legfelső szintű labdarúgó-bajnokságának bírója. Második ligás mérkőzéseinek száma: 85. Első ligás mérkőzéseinek száma: 60

#### Nemzetközi játékvezetés
A Német labdarúgó-szövetség Játékvezető Bizottsága 2008-ban Dr. Markus Merk megüresedett helyére terjesztette fel nemzetközi játékvezetőnek, a Nemzetközi Labdarúgó-szövetség (FIFA) bíróinak keretébe. Több válogatott és nemzetközi klubmérkőzést vezetett.

## Statisztika

### Nemzetközi válogatott mérkőzése
| #  | Dátum           | Helyszín                                  | Hazai       | Eredmény | Vendég       | Kiírás     | Gólok | Esemény |
| -- | --------------- | ----------------------------------------- | ----------- | -------- | ------------ | ---------- | ----- | ------- |
| 1. | 2008. június 1. | Offenbach, Stadion am Bieberer Berg (GER) | Görögország | 0 – 0    | Örményország | barátságos | -     |         |
|    | Összesen        |                                           |             | 1        | mérkőzés     |            |       |         |